# تجويف الجسم
تجويف الجسم أو فراغ الجسم هو أي مساحة أو حيز، أو أية أفضية محتملة في الجسم الحيواني. تستوعب التجاويف الأعضاء والبنى الأخرى؛ تجاويف الأفضية المحتملة تحتوي على السوائل.
الأجواف الأكبر في الجسم البشري هما تجويف الجسم البطني، وتجويف الجسم الظهري. يقع الدماغ والحبل الشوكي في تجويف الجسم الظهري.
الأغشية التي تحيط بأعضاء الجهاز العصبي المركزي (الدماغ والحبل الشوكي، في التجويف القحفي والشوكي هي السحايا الثلاثة. تحتوي المساحات المبطنة بشكل مختلف على أنواع متعددة من السوائل. السائل في السحايا على سبيل المثال هو السائل النخاعي الشوكي. في تجويف البطن السائل الموجود في الصفاق هو سائل مصلي.
في السلويات (الحيوانات التي يتطور جنينها في كيس سلوي) وبعض اللا فقاريات يدعى الصفاق المبطن لأكبر تجويف في الجسم السيلوم (الجوف العام).

## الثدييات
تطور الأجنة الثديية اثنين من التجاويف: الجوف العام داخل الجنين والجوف العام خارج الجنين (أو الجوف المشيمائي). يبطن الجوف العام داخل الجنين الصفيحة الوحشية الجسدية والحشوية للأديم المتوسط، بينما يبطن الأديم الجوف العام خارج الجنين أديم متوسط خارج جنيني. الجوف العام داخل الجنين هو التجويف الوحيد الثابت اصطلاحًا في الثدييات، لذا غالبًا ما يُختصر اسمه ببساطة ويدعى الجوف العام.
يقسم الجوف العام لأحياز، على سبيل المثال، تجويف التامور، حيث يتطور القلب، تبسيطًا للنقاش حول تشريح الحيوانات المعقدة.

## تجاويف الجسم البشري
التجويف الظهري (الخلفي) والتجويف البطني (الأمامي) هما أكبر تجاويف الجسم.
تجويف الجسم الظهري يتضمن التجويف القحفي، محاطًا بالجمجمة ويحتوي على الدماغ، والتجويف الشوكي، محاطًا بالعمود الفقري ويحتوي على الحبل الشوكي ويشمل تجويف الجسم البطني التجويف الصدري، محاطًا بالقفص الصدري ويحتوي على الرئتين والقلب؛ والتجويف البطني الحوضي . يمكن تقسيم التجويف البطني الحوضي لتجويف البطن، محاطًا بالقفص الصدري والحوض ويحتوي على الكليتين، الحالبين، المعدة، الأمعاء، الكبد، المرارة، البنكرياس، وتجويف الحوض، محاطًا بالحوض ويحتوي على المثانة والشرج والجهاز التناسلي.

### تجويف الجسم البطني
يتكون التجويف الصدري من ثلاثة تجاويف تملأ المنطقة الداخلية من الصدر.
- التجويفان الجنبيان، على كلا الجانبين من الجسم، أمام العمود الفقري وإلى الوحشي من عظم الصدر.
- المنصف العلوي هو تجويف على شكل إسفين يقع بين المناطق العليا من تجويفي الصدر.
- يقع تجويف التامور داخل المنصف في وسط الصدر تحت المنصف العلوي. يحدد تجويف التامور تقريبًا شكل القلب.

يقسم الحجاب الحاجز تجاويف الصدر والبطن. يأخذ التجويف البطني النصف السفلي من الجذع بأكمله، أمام العمود الفقري. وأسفل تجويف البطن، أمام الإليتين، يوجد التجويف الحوضي. التجويف الحوضي شكله يشبه القمع ويقع أسفل وأمام تجويف البطن. تجدر الإشارة إلى أن تجويف البطن والحوض يشكلان التجويف البطني الحوضي بينما تجاويف الصدر والبطن والحوض يشكلون معًا تجويف الجسم البطني. التقسيمات الفرعية للتجاويف الخلفية (الظهرية) والأمامية (البطنية) التجويف الامامي (البطني) قسمان فرعيان أساسيان: التجويف الصدري والتجويف البطني الحوضي. التجويف الصدري هو القسم الأعلى من التجويف الأمامي، محاطًا بالقفص الصدري. التجويف الصدري يحتوي على الرئتين والقلب، الذي يقع في المنصف. الحجاب الحاجز يشكل أرضية التجويف الصدري ويفصلها عن التجويف البطني الحوضي في الأسفل. التجويف البطني الحوضي هو أكبر تجويف في الجسم. على الرغم من عدم وجود غشاء يقسم التجويف البطني الحوضي، من المفيد التمييز بين تجويف البطن، القسم الذي يضم أعضاء الهضم، وتجويف الحوض، والقسم الذي يضم أعضاء التناسل.

### تجويف الجسم الظهري
التجويف القحفي هو تجويف كبير يشبه شكل حبة الفاصولياء يملأ معظم القسم العلوي من الجمجمة حيث يقع الدماغ.
التجويف الشوكي هو تجويف ضيق جدًا، يشبه شكل الخيط يبدأ من التجويف القحفي حتى أسفل الحبل الشوكي بأكمله.
يشارللتجويف القحفي والتجويف الشوكي (أو الفقري) بتجويف الجسم الظهري. في التجويف الخلفي (الظهري)، تجويف القحف يضم الدماغ، والتجويف الشوكي يحتوي النخاع الشوكي. ويشكل الدماغ والحبل الشوكي، بنية مستمرة دون انقطاع، كذلك يكون التجويف القحفي والشوكي اللذان يحتويانهما. يُحمى الدماغ والحبل الشوكي من قبل عظام الجمجمة والعمود الفقري والسائل النخاعي الشوكي، وهو سائل عديم اللون ينتجه الدماغ، يخفف صدمات الدماغ والحبل الشوكي داخل التجويف الخلفي (الظهري).

## التطور
في نهاية الأسبوع الثالث، الأنبوب العصبي، الذي يكون أحد صفيحات الكيسة الأريمية ثلاثية الصفيحات، التي تدعى الأديم الظاهر. ترتفع هذه الصفيحة وتنغلق ظهريًا، بينما ينثني الأنبوب المعوي وينغلق بطنيًا مشكلًا «أنبوبًا فوق أنبوب».
الأديم المتوسط، الذي يكون صفيحة أخرى من صفيحات الكيسة الأريمية ثلاثية الصفيحات، يجمع الأنابيب مع بعضها لتنقسم الصفيحة الوحشية من الأديم المتوسط، الصفيحة المتوسطة من الكيسة الأريمية، لتشكل الصفيحة الحشوية المتعلقة بالأمعاء والجدارية، التي بالإضافة للأديم الظاهر، تشكل الجدار الوحشي للجسم. الحيز ما بين الصفيحة الحشوية والجدارية من الصفيحة الوحشية للأديم المتوسط هو تجويف الجسم البدائي. عندما ينثني الجدار الوحشي للجسم، يتحرك بطنيًا ويندمج عند الخط المتوسط. تنغلق تجاويف الجسم، ما عدا منطقة السويقة الموصلة.  هنا، يحافظ الأنبوب المعوي على اتصال بالكيس المحي. الكيس المحي هو كيس غشائي متصل بالجنين، يؤمن له المغذيات ويعمل كنظام دوراني للأجنة في المراحل المبكرة جدًا.
الجدار الوحشي للجسم ينثني، ويضغط على السلى لتحيط بالجنين وتتمادى إلى السويقة الموصلة، التي تصبح الحبل السري، الذي يربط الجنين بالمشيمة. في حال فشل انغلاق الجدار البطني للجسم، قد ينتج عن فشل انغلاق الجدار البطني عيوب، مثل انتباذ القلب، أو تشوهات خلقية يكون فيها القلب متوضعًا بشكل غير طبيعي خارج الصدر. ومن العيوب الأخرى انشقاق البطن الخلفي، عيب خلقي في الجزء الأمامي من الجدار البطني حيث تكون محتويات البطن بارزة بشكل حر. احتمال آخر هو انقلاب المثانة، إذ تكون المثانة متوضعة خارج الجسم. في الظروف الطبيعية، يشكل الأديم المتوسط الجداري الصفيحة الجدارية من الغلالة المصلية التي تبطن (الجدران) الخارجية من تجاويف الصفاق، الجنبة، والتامور. تشكل الصفيحة الحشوي صفيحة حشوية للغلالة المصلية لتغطية الرئتين، القلب، والأعضاء البطنية. هذه الصفيحات تستمر كجذور للأعضاء التي تقع في تجاويفها. الصفاق، غشاء مصلي يبطن التجويف البطني، الذي يتكون في صفيحات الأمعاء وفي الأماكن التي تمتد منها المساريق من الأمعاء كطبقات مضاعفة من الصفاق. تؤمن المساريق طرقًا للأوعية، الأعصاب، واللمفاويات إلى الأعضاء. داخليًا، الأنبوب المعوي من النهاية الذنبية للمعي الأمامي حتى نهاية المعي المؤخر مفصولة عن الجدار الظهري للجسم بمساريق ظهرية. المساريق البطنية، تنشأ من الحاجز المعترض، توجد فقط في مناطق الأجزاء النهائية من المري، المعدة، والقسم العلوي من الإثنا عشرية.

## الوظيفة
تحتوي وتحمي هذه التجاويف الأعضاء الداخلية، والتجويف البطني يسمح لبضعة تغيرات في الحجم والشكل للأعضاء بينما تؤدي وظيفتها.
البنى التشريحية غالبًأ ما توصف بمصطلحات تدل على التجاويف. الجسم يحافظ على التنظيم الداخلي بسبب الأغشية، الأغماد، والبنى الأخرى التي تفصل بين الأحياز.
الرئتين، القلب، المعدة، والأمعاء، على سبيل المثال، قد تتوسع وتتقلص دون أن تؤذي الأنسجة أو تعيق عمل الأعضاء المجاورة. التجويف البطني يتضمن التجاويف الصدرية والبطنية الحوضية وأقسامهم. التجويف الظهري يتضمن التجاويف القحفية والشوكية.

## حيوانات أخرى
قد تُصنَّف العضوية وفقًا لأنواع التجاويف في أجسامها، مثل الجوفيات الكاذبة وجوفيات أوليات الفم.
في السلويات وبعض اللافقاريات يكون السيلوم (التجويف العام) التجويف الأكبر المبطن بظهارة متوسطة، ينشأ النسيج الطلائي من الأديم المتوسط. يمكن للأعضاء المتشكلة داخل التجويف العام التحرك بحرية والنمو والتطور بشكل مستقل عن جدار الجسم بينما يحميها السائل داخل الصفاق من الصدمات.
مفصليات الأرجل ومعظم الرخويات تملك سليوم أقل (لكن ما يزال حقيقيًا)، عادةً تجويف التامور وتجويف المنسل. تجويف جسمها الرئيسي هو التجويف الدموي أو تجويف نظام الدوران المفتوح، الذي ينشأ من التجويف الأرومي غالبًا.